# Kerivoula lanosa
Kerivoula lanosa é uma espécie de morcego da família Vespertilionidae. Pode ser encontrado na África subsaariana.